# Gustawów (powiat lipski)
Gustawów – wieś sołecka w Polsce położona w województwie mazowieckim, w powiecie lipskim, w gminie Chotcza.
| SIMC    | Nazwa          | Rodzaj    |
| ------- | -------------- | --------- |
| 0616209 | Gustawów Drugi | część wsi |

W latach 1975–1998 miejscowość należała administracyjnie do województwa radomskiego.
Wierni Kościoła rzymskokatolickiego należą do parafii Świętej Trójcy w Chotczy Dolnej.